# Zainvillers
Zainvillers  est une localité de la commune française de Vagney, dans le département des Vosges.

## Géographie
Sur le plan hydrographique, Zainvillers est en contact avec la Moselotte.

## Toponymie
Anciennement mentionné : Sezainviller (1367) ; Zezainviller (1420) ; Seinvellay (1452) ; Zenvillay (1472) ;  Zainviller (1590) ; Jainviller (1594) ; Zainvillers (1605).

## Histoire
Détruites en 1620, par une irruption imprévue de la Moselotte, les habitations de Zainvillers furent rebâties à quelque distance de cette rivière.
Sous la coutume de Lorraine, Zainvillers dépendait du ban de Vagney et du bailliage de Remiremont, 
La population de ce hameau était de 150 habitants vers 1835. Dix ans plus tard elle avait triplé. Cet accroissement était dû à la fondation en 1828 par Jean-Baptiste Flageollet, de Vagney, d'une usine de filature-tissage de coton sur les bords de la Moselotte, à un endroit où il y avait autrefois un moulin.

## Lieux et monuments
- Église Sainte-Cécile du XIXe siècle, intégrée à la maison de retraite[3]. Monument démoli en février 2015[4],[5].
- Gare de Zainvillers
- Usine de BleuForêt